# Thuyền nhân (phim)
Thuyền nhân (tiếng Hán: 投奔怒海, Hán-Việt: Đầu bôn nộ hải, nghĩa là: "Chạy đến biển cuồng nộ", tiếng Anh: Boat People) là một phim Hồng Kông của đạo diễn Hứa An Hoa (Ann Hui), bắt đầu trình chiếu vào năm 1982. Bộ phim có sự tham gia của các diễn viên Lâm Tử Tường, Lưu Đức Hoa, Mâu Khiên Nhân, và Mã Tư Thần. Bộ phim đã đoạt giải Phim hay nhất, Đạo diễn xuất sắc nhất, Diễn viên mới xuất sắc nhất, và Kịch bản hay nhất tại Giải thưởng Điện ảnh Hồng Kông lần thứ nhì và là một trong những phim được chính thức trình chiếu tại Liên hoan phim Cannes năm 1983. Năm 2005, tại lần trao giải thứ 24 của Giải thưởng Điện ảnh Hồng Kông, Thuyền nhân được bình chọn đứng thứ 8 trong 103 phim Hoa ngữ hay nhất trong 100 năm qua.
Thuyền nhân là tập cuối cùng trong "bộ ba" phim về Việt Nam của Hứa An Hoa. Bộ phim kể lại cảnh ngộ của những người dân Việt Nam sau sự kiện 30 tháng 4 năm 1975.

## Hoàn cảnh làm phim
Cuối thập niên 1970, một làn sóng khổng lồ của người Việt tị nạn đến Hồng Kông. Năm 1979, Hứa An Hoa làm bộ phim tài liệu A Boy from Vietnam (Em bé Việt Nam) cho đài truyền hình RTHK. Trong quá trình làm phim, bà đã thu thập được nhiều tài liệu và câu chuyện về tình hình Việt Nam sau sự kiện 30 tháng 4 năm 1975 từ các thuyền nhân. Từ các tài liệu này, Hứa An Hoa đã làm phim Hồ Việt đích cố sự (Chuyện của Hồ Việt, 1981) với diễn viên chính là Châu Nhuận Phát trong vai Hồ Việt, một thuyền nhân Việt Nam tại Hồng Kông, và phim Thuyền nhân.
Trung Quốc vừa kết thúc một cuộc chiến với Việt Nam, do đó cho phép Hứa An Hoa quay phim tại đảo Hải Nam. Phim Thuyền nhân là bộ phim Hồng Kông đầu tiên được thực hiện trong lãnh thổ Trung Quốc dưới sự kiểm soát của Đảng Cộng sản Trung Quốc. Hứa An Hoa đã để dành một vai cho Châu Nhuận Phát, nhưng vì lúc đó các diễn viên Hồng Kông làm việc tại Trung Hoa đại lục thường bị cấm hoạt động tại Đài Loan, nên Châu Nhuận Phát đã từ chối đóng vai vì sợ bị ghi tên vào "sổ đen". Sáu tháng trước khi phim khởi quay, sau khi đoàn phim đã đến Hải Nam, một người quay phim đề nghị cho Lưu Đức Hoa đóng vai này. Lúc đó Lưu Đức Hoa chưa nổi tiếng lắm, và anh chỉ có kinh nghiệm đóng vai phụ trên truyền hình. Hứa An Hoa giao vai diễn trong phim cho Lưu Đức Hoa và đưa anh đến Hải Nam trước khi bà thấy mặt anh.

## Nhân vật
- Shiomi Akutagawa (Lâm Tử Tường): phóng viên Nhật Bản, từng tường thuật cảnh giải phóng Đà Nẵng, trở lại Việt Nam để chụp hình về cuộc sống sau giải phóng.
- Nguyễn Cầm Nương (Mã Tư Thần): cô gái 14 tuổi mà Akutagawa quen được tại Đà Nẵng; cha cô mất trước giải phóng.
- Tổ Minh (Lưu Đức Hoa): một thanh niên có tham vọng rời khỏi Việt Nam; bị đày lên vùng kinh tế mới.
- Phu Nhân (Mâu Khiên Nhân): chủ một quán rượu, chuyên buôn bán chợ đen, làm đầu mối cho các cuộc vượt biên, tình nhân của chủ nhiệm họ Nguyễn, nhưng bí mật là người yêu của Minh.
- Chủ nhiệm họ Nguyễn (Thạch Mộng Kỳ): một viên chức từng du học tại Pháp, người đã bỏ nửa cuộc đời cho cách mạng, chán nản và vỡ mộng với cuộc sống sau giải phóng, thường ghé thăm quán rượu của Phu Nhân.

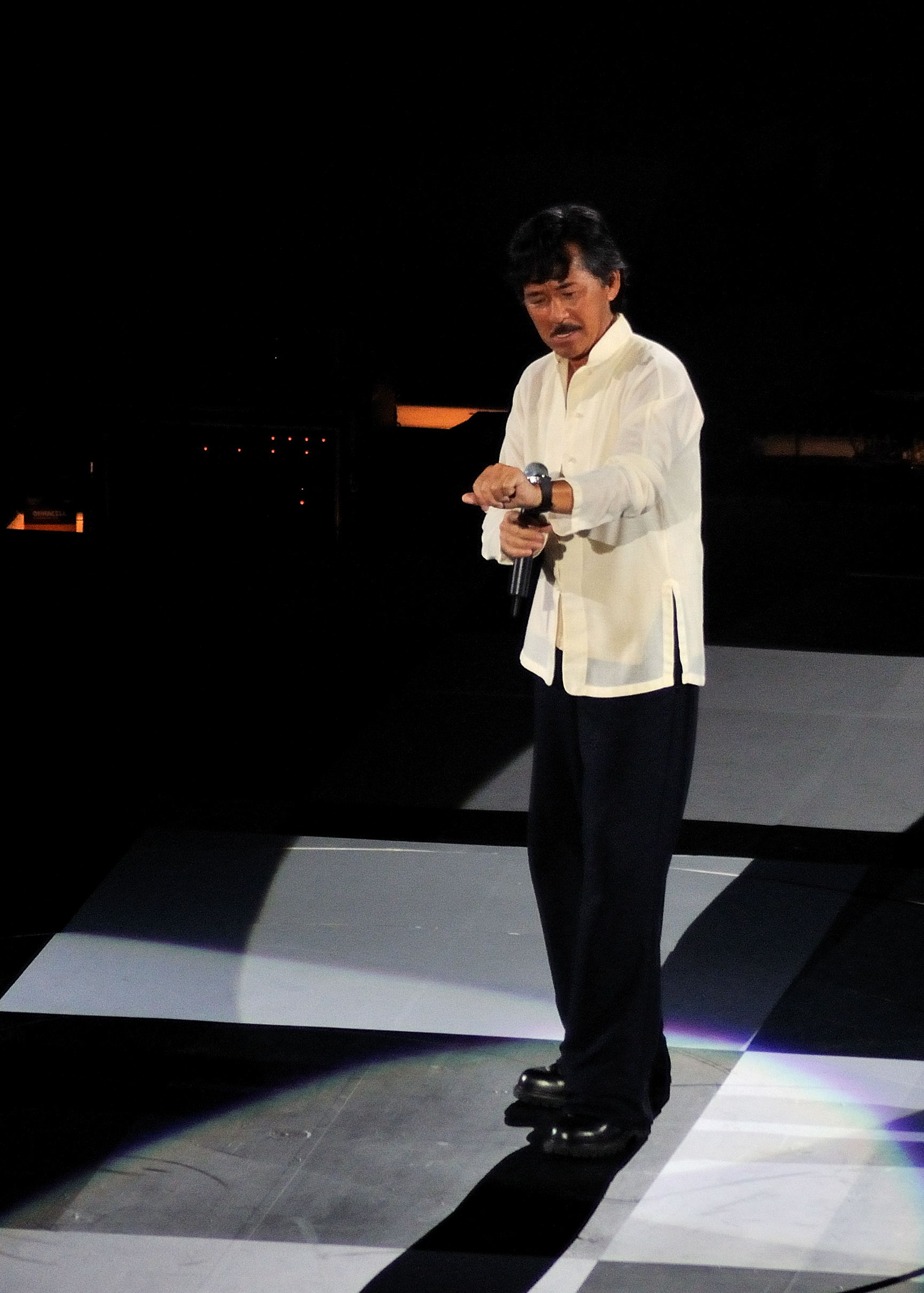
Lâm Tử Tường - 2009
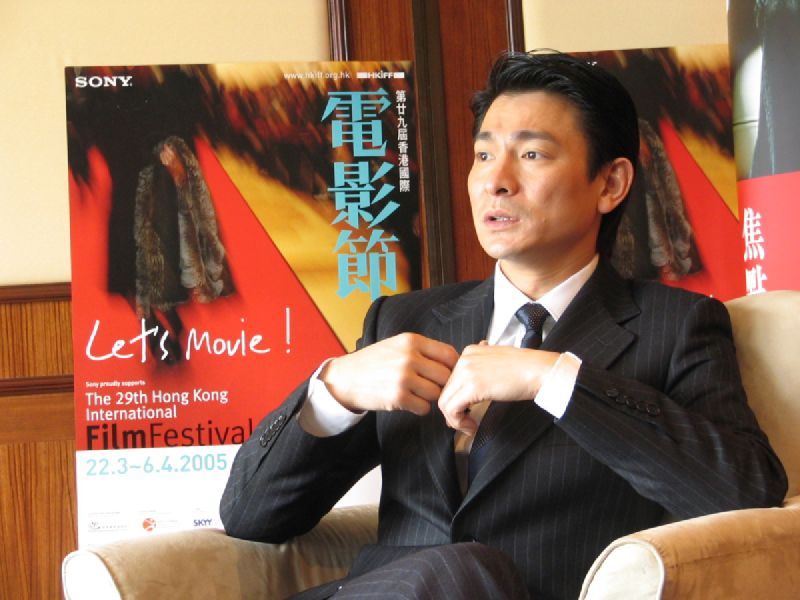
Lưu Đức Hoa - 2005

## Kịch bản

Cảnh phim học sinh múa hát bài "Em mơ gặp Bác Hồ" cho Akutagawa

Phim được kể lại qua con mắt của một phóng viên ảnh người Nhật tên là Shiomi Akutagawa (Lâm Tử Tường). Ba năm sau khi tường thuật cảnh Đà Nẵng trong ngày giải phóng, Akutagawa được mời trở lại Đà Nẵng để ghi nhận cuộc sống tại Việt Nam sau khi chiến tranh kết thúc. Ông được một "người hướng dẫn" từ Bộ Văn hóa đưa đến một vùng kinh tế mới gần Đà Nẵng và gặp một nhóm học sinh đang vui đùa, hát cho ông nghe một bài hát ca ngợi Hồ Chí Minh.
Những hình ảnh mà ông phóng viên được xem chỉ là điều giả dối để lừa bịp các phóng viên ngoại quốc. Tại Đà Nẵng, ông chứng kiến một vụ hỏa hoạn và bị công an hành hung vì đã chụp hình khi chưa được phép; đồng thời ông cũng nhìn thấy công an hành hạ một người "phản động". Ông nhìn thấy một gia đình bị cưỡng bức đi lên vùng kinh tế mới và thắc mắc tại sao người ta lại không muốn đi. Sau đó, ông quen được gia đình của Cầm Nương (Mã Tư Thần). Mẹ cô bí mật hành nghề mại dâm để nuôi Cầm Nương và hai đứa em trai. Cậu em thứ nhất tên Nhạc rất nghịch ngợm, học được nhiều từ lóng tiếng Anh từ lính Mỹ, còn cậu thứ hai tên Lang là một đứa trẻ con của một người Hàn Quốc từng là khách hàng của mẹ cô. Từ gia đình Cầm Nương, Akutagawa tìm hiểu được thêm về đời sống tại Đà Nẵng, và thấy được cảnh trẻ em lục lọi xác người vừa bị hành hình tại một "trại gà" để tìm đồ quý. Một hôm, Nhạc tìm được một quả mìn trong đống rác và bị mìn nổ chết.
Tại "trại gà", ông quen được Tổ Minh (Lưu Đức Hoa), một thanh niên vừa được thả ra từ vùng kinh tế mới. Sau khi Minh cướp máy ảnh của Akutagawa không thành, anh bị đưa trở lại vùng kinh tế mới. Akutagawa dùng quan hệ với một cán bộ để được phép đi theo và thấy được cảnh các tù nhân bị hành hạ, ông lén lút đến nơi mà ông được xem trước kia và nhìn thấy những đứa trẻ nằm trần truồng la liệt trong những khu tập thể. Minh đã có kế hoạch vượt biên với một người bạn tên Thanh, và đã trả tiền phí đi cho cả hai người. Một hôm, trong lúc đang gỡ mìn, Thanh bị trúng mìn mà chết. Minh lên ghe một mình, nhưng chiếc thuyền bị Bộ đội biên phòng phát hiện. Công an bắn chết mọi người trên thuyền, và tịch thu hết các tài sản có giá trị.
Chính quyền biết được Akutagawa có những hình ảnh không có lợi cho Việt Nam và tìm cách làm ông mất uy tín. Sau khi mẹ Nương bị công an bắt vì tội mại dâm, bà tự tử bằng cách tự đâm một cái móc vào người. Chỉ với vài ngày còn lại tại Việt Nam, Akutagawa quyết định bán máy ảnh của mình để lấy tiền cho chị em Nương vượt biên. Trong lúc cầm bình xăng để đưa chị em Nương lên thuyền, ông bị công an bắn, làm bình xăng nổ bùng và bị thiêu cháy. Chị em Nương lên thuyền để đi đến một vùng đất tự do...

## Giải thưởng và đề cử
Thuyền nhân đã được đề cử cho 12 giải tại Giải thưởng Điện ảnh Hồng Kông lần thứ nhì và thắng 5 giải, kể cả giải Phim hay nhất và Đạo diễn xuất sắc nhất. Năm 2005, phim được bình chọn đứng thứ 8 trong 103 phim tiếng Hoa hay nhất trong vòng 100 năm qua nhân dịp kỷ niệm 100 năm ngày ra đời của điện ảnh Hoa ngữ. Danh sách này được lựa chọn bởi 101 nhà làm phim, nhà phê bình và học giả tại Hồng Kông.
| Thể loại                          | Người thắng/được đề cử | Thắng? |
| --------------------------------- | ---------------------- | ------ |
| Phim hay nhất                     | Phim hay nhất          | Thắng  |
| Đạo diễn xuất sắc nhất            | Hứa An Hoa             | Thắng  |
| Kịch bản hay nhất                 | Đới An Bình            | Thắng  |
| Diễn viên mới xuất sắc nhất       | Mã Tư Thần             | Thắng  |
| Chỉ đạo nghệ thuật xuất sắc nhất  | Khu Đinh Bình          | Thắng  |
| Nam diễn viên chính xuất sắc nhất | Lâm Tử Tường           | Không  |
| Nữ diễn viên chính xuất sắc nhất  | Mâu Khiên Nhân         | Không  |
| Nữ diễn viên chính xuất sắc nhất  | Mã Tư Thần             | Không  |
| Diễn viên mới xuất sắc nhất       | Lưu Đức Hoa            | Không  |
| Quay phim hay nhất                | Hoàng Tông Cơ          | Không  |
| Biên tập                          | Kiện Kiện              | Không  |
| Nhạc phim nguyên thủy hay nhất    | La Vĩnh Huy            | Không  |

## Đón nhận

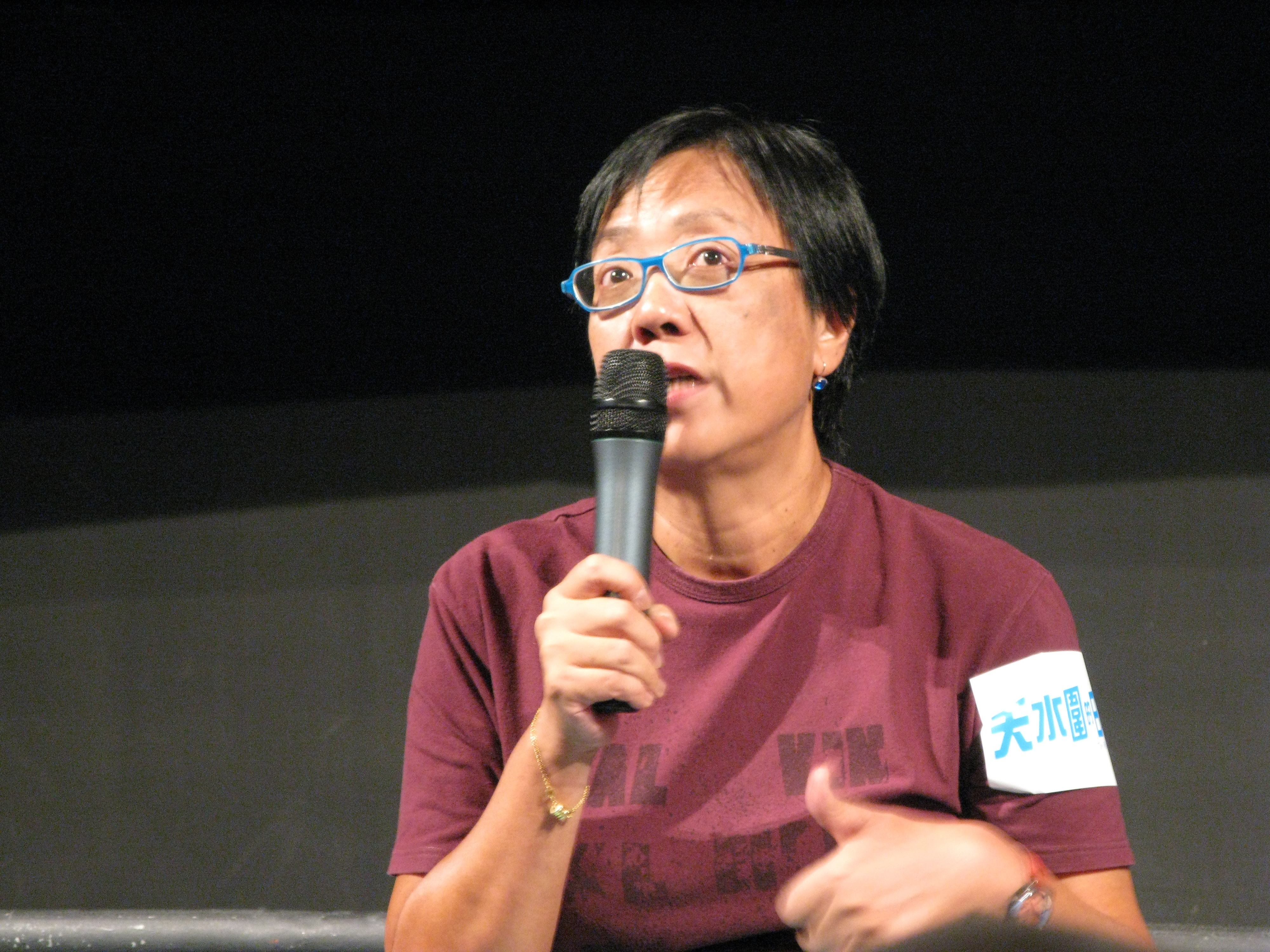
Đạo diễn Hứa An Hoa năm 2008

Hứa An Hoa cho rằng Thuyền nhân là một trong những phim bà thích nhất và nhiều nhà phê bình xem phim này là đỉnh cao sự nghiệp của bà. Bộ phim đã đưa tên tuổi họ Hứa đến với giới điện ảnh quốc tế và củng cố địa vị là một trong những đạo diễn tiên phong trong Làn sóng Mới (New Wave) của điện ảnh Hồng Kông. Bộ phim cũng rất thành công khi trình chiếu tại rạp, thu về 15.475.087 đô la Hồng Kông, phá vỡ kỷ lục doanh thu trước đó và thu hút khán giả đến chật rạp trong nhiều tháng liền. Nhiều khán giả đánh giá bộ phim này ngụ ý cho hình ảnh Hồng Kông sau khi được trả về Trung Quốc (một vấn đề đang được thương lượng vào lúc đó), ví chính phủ cộng sản Trung Quốc cũng sẽ giống như chính phủ cộng sản Việt Nam trong phim và hoàn cảnh của người dân Hồng Kông sau khi trao trả sẽ như hoàn cảnh người Việt trong phim. Tại Hồng Kông, phim được đề cử 12 giải thưởng trong Giải Điện ảnh Hồng Kông năm 1983 và được vinh danh với 5 giải, kể cả giải Phim hay nhất.
Phim cũng được trình chiếu tại nhiều liên hoan phim quốc tế, trong đó có Liên hoan phim Cannes. Nhiều nhà phê bình quốc tế cho rằng phim rất mạnh mẽ, như Serge Daney của tờ báo Pháp Libération, Lawrence O'Toole của tờ Motion Picture Review, và David Denby của nguyệt san New York. Tại Liên hoan phim New York, bộ phim được đặc biệt chú ý vì đề tài chính trị (không liên quan đến đề tài võ thuật mà khán giả Tây phương quen thuộc hơn đối với phim Hồng Kông) và chất lượng sản xuất. Richard Corliss của Tuần báo Time viết "như tất cả phim có quan điểm mạnh mẽ, phim Thuyền nhân là một bộ phim tuyên truyền", và cho rằng "cảm xúc mạnh mẽ mà Thuyền nhân gợi lên biểu lộ... kỹ năng đạo diễn thành công của Hứa An Hoa". Janet Maslin của tờ The New York Times nhận xét đạo diễn đã "xử lý nội dung một cách sắc sảo, hiếm khi để các tình huống trở thành vụng về" và các cảnh trong bộ phim có "cảm giác như chuyện hư cấu có chủ ý sắc sảo chứ không phải là một phóng sự." Tuy nhiên, nhiều nhà phê bình tại Liên hoan phim New York chỉ trích nội dung chính trị của phim, trong đó có J. Hoberman, Renee Shafransky, và Andrew Sarris, đều đăng trên tờ báo miễn phí The Village Voice.. Họ phản đối cách miêu tả một chiều đối với chính phủ Việt Nam và sự thiếu tầm nhìn lịch sử. Một số nhà phê bình khác cho rằng bộ phim đã đơn giản hóa bối cảnh chính trị và quá ủy mị.

## Tranh cãi
Vì bộ phim được sản xuất với sự cộng tác của chính phủ Cộng hòa Nhân dân Trung Hoa, một chính phủ lúc đó có hiềm khích với chính phủ Cộng hòa xã hội chủ nghĩa Việt Nam, một số người không tin vào lời nói của Hứa An Hoa là bà "không hiểu chính trị". Tờ New York Times viết rằng lối nhìn cuộc sống dưới chế độ cộng sản Việt Nam khắt khe không phải là điều bất ngờ. Hứa An Hoa luôn khẳng định bà đã quyết định làm phim để miêu tả những nỗi khổ của người tị nạn Việt Nam dựa theo nhiều cuộc phỏng vấn với họ tại Hồng Kông. Bà khẳng định chính phủ Trung Quốc không hề yêu cầu bà thay đổi nội dung để tuyên truyền chống Việt Nam, mà họ chỉ yêu cầu "kịch bản càng trung thực càng tốt". Bà phủ nhận việc tình hình ở Việt Nam bị phóng đại thô thiển, như cảnh chiếc thuyền vượt biên của Minh bị Bộ đội biên phòng bắn - bà lấy cảm hứng cho cảnh này từ việc một chiếc thuyền bị lính biên phòng gây xoáy nước để đắm chìm, được đăng tại báo chí Hồng Kông.
Tại Liên hoan phim Cannes, một số người cánh tả đã chống đối việc bộ phim này được tham gia, và vì thế, bộ phim chỉ được chiếu chứ không được tranh giải. Việc này được cho là do chính phủ Pháp yêu cầu, vì muốn giữ vững mối quan hệ với Việt Nam.
Tại Đài Loan, bộ phim đã khiến tất cả các phim của Hứa An Hoa bị cấm chiếu vì nó được quay tại đảo Hải Nam, trên lãnh thổ của Cộng hòa Nhân dân Trung Hoa.

## Đặc điểm
- Trong khi người Việt thường gọi nhau bằng tên được đặt, các nhân vật trong phim lại gọi nhau bằng họ.
- Bộ phim không nói về các người thuyền nhân như trong tựa tiếng Anh; mà miêu tả cuộc sống và sự khổ cực của người Việt dưới chế độ cộng sản, nguyên nhân mà họ muốn bỏ nước ra đi. Tựa tiếng Trung Quốc là Đầu bôn nộ hải, có nghĩa là "Chạy đến biển cuồng nộ", miêu tả câu chuyện phim đúng hơn.[12]
- Tất cả các nhân vật trong phim đều nói tiếng Quảng Đông thay vì tiếng Việt, nhưng tiếng Việt lại được sử dụng trong bài hát và chữ viết.